# Towanda (contea di Bradford)
Towanda è una township degli Stati Uniti d'America, nella contea di Bradford nello Stato della Pennsylvania. Secondo il censimento del 2000 la popolazione è di 1.131 abitanti.

## Società

### Evoluzione demografica
La composizione etnica vede una maggioranza di quella bianca (98,94%), seguita dai nativi americani (0,62%) dati del 2000.
| township di Towanda Popolazione |       |
| 2000                            | 1.131 |
| Stima al 2009                   | 1.069 |